# Церква святого Василія Великого (Бартатів)
Церква Святого Василія Великого — греко-католицька, дерев'яна церква Городоцького деканату, Стрийської єпархії УГКЦ у селі Бартатів на Львівщині. Пам'ятка архітектури місцевого значення під охоронним номером 442-1/М.

## Історія
Про існування церкви у селі Бартатів є згадки ще з XVI століття. Відповідно до документальних записів у 1578 році, є інформація, що бартатівський священик сплачував податок з чверті лану землі. Храм міг бути закладений і раніше, але документального свідчення про це немає. Згідно з переказами, які побутували у селі і дійшли до наших днів, у сільській церкві 1648 року побував Богдан Хмельницький. Того ж 1648 року восени татари спалили село разом з церквою.
У присязі мешканця села Гаврила перед Львівським Ґродським судом 1649 року зазначено, що в Бартатові «церква дуже бідна». В акті візитації бартатівської парафії за 1741 рік зазначалося, що у селі була дерев'яна церква, вкрита ґнотом. Обслуговував парафіян отець Микола Стопчанський, призначений за згодою римо-католицького архієпископа Яна Скарбека. У березні 1786 року (за даними метричної книги церкви Святого Василія Великого) помер парох Гаврило Мокрицький, у зв'язку із чим, Бартатів став дочірньою парафією оборошинської церкви Святого Дмитра. У 1796 році, парохом у Оборошині, і відповідно у Бартатові став Іван Балтарович, котрий правив тут понад 40 років. 10 квітня 1825 року, на Великдень, стара церква згоріла вщерть. Отець Іван Балтарович був причетний до будівництва нової — діючої нині церкви. Нова церква почала діяти вже з 1826 року.
В адміністративному плані бартатівська церква належала до Щирецького деканату. Деканом у 1880-ті роки був Євстахій Мерунович, у 1890-ті — Михайло Тржесневський, а на початку XX століття Максиміліан Струменецький. Лише з 1910 року Бартатів фігурує як населений пункт Городоцького деканату, декан отець Лукіян Січинський — парох Мшани. Парохом Оборишина і Бартатова 1902 року став отець Микола Левицький. У книзі «Акафіст», виданій Ставропігійським інститутом при Успенській церкві у Львові, яка зберігається в бартатівській церкві Святого Василія Великого (УГКЦ), залишився автограф цього священика. Після українсько-польських війн 1918—1919 років, на деякий час було заарештовано отця Миколу Левицького. Після його смерті, у 1924 році в Бартатові правив отець Антін Каштанюк. На той час церква Святого Василія Великого була застрахована у товаристві «Дністер». Кількість вірних греко-католицької церкви у Бартатові за 1924 рік разом із Басівкою сягала 580 осіб.
З 1925 по 1944 рік у бартатівській церкві правив отець Петро Шанковський. Протягом 1920-1930-х років при церкві існував невеликий хор, діяла обслуга, старшим братом якої тривалий час був Іван Сенишин.
Неповних два роки більшовицької влади  — від 1939 до 1941 року, украй негативно відобразилися на історії Української Греко-Католицької церкви. Митрополит Андрей Шептицький писав:
|  | «Всі розпорядження, що приходять від совєтської влади, є цілеспрямовані тільки на те, щоб нас упокорити, пригнобити та знищити… Всі монастирі розпущено, а монастирські добра забрано. Покасовано теж всі церковні школи і сиротинці, релігійні установи і організації разом з їхнім майном… На кожнім кроці відчувається більшовицька злоба, ненависть до релігії і священиків, і взагалі вороже наставлення влади до місцевого українського населення…» |

Під час німецької окупації 1941—1944 років церкву спустошено, забрано церковні дзвони, які згодом переплавлено на простий метал. У 1944 році, до Бартатова приїхав отець Євген Цегельський із села Янова, який був активним громадським діячем. З його ініціативи у селі Янів заснували осередки товариств «Просвіта» та «Сільський господар». У 1945—1961 роках, більшовики розпочали систематичний наступ на УГКЦ, що переріс у її відверте цькування. Радянський режим закидав церкві співпрацю з німецькою окупаційною владою та підтримку націоналістичного підпілля.
Протягом 1950-х років церква ледве животіла. Єдине, що вдалося зробити — облаштувати храм дошками. Матеріалом слугували дерева з цвинтаря, бо взяти деревину з лісу, було проблематично.
В умовах комуністичної антирелігійної пропаганди виникли проблеми із функціонуванням церкви. 12 липня 1961 року відбулася остання відправа. Незабаром районні органи повинні були опечатати церкву. Парафіяни намагалися врятувати цінні речі : ікони, книги, фелони. Проте не усе вдалося врятувати, безслідно зникло багато цінного, зокрема ікона Святого Василія Великого, статуї двох ангелів, що стояли на кивоті, царські ворота . У 1963 році церкву зняли з реєстрації. Від знищення церкву і її дзвіницю врятувало те, що хоч вона не в первозданному вигляді але, але є пам'яткою архітектури. У електронній «Енциклопедії визначних пам'яток», церква фігурує як пам'ятка архітектури місцевого значення під реєстраційним номером 442-1/М, її дзвіниця — 442-2/М. Це підтвердила 30 червня 1969 року Львівська обласна рада, надавши бартатівській церкві державно-охоронний № 670. Тоді ж, своїм рішенням № 485, вона надала шефство над церквою місцевій школі й колгоспу. Так церкву перетворили на музей народної творчості, замалювали настінні розписи, і вивішували здебільшого дитячі роботи, які оглядали хіба самі діти.
У другій половині 1980-х років почався процес дозованої лібералізації релігійного життя, що, зокрема, проявився у відкритті раніше закритих церков. У Бартатові більші ніж півроку домагалися відкриття церкви. Зрештою дозвіл на відкриття храму селяни таки отримали. Речі з музею відправили до школи, зробили побілку. На Різдво Христове 1989 року, першу літургію у відновленому храмі Святого Василія Великого відслужив отець Степан Боровець з Городка.З 1995 року і донині парохом у храмі Святого Василія Великого залишається отець Іван Дупан.

## Архітектура
Дерев'яна, видовжена, одноверха будівля знаходиться у південній частині Бартатова, за пів кілометра від траси Городок. До вівтаря гранчастої форми з півночі, прибудована ризниця. До рівно широкого бабинця від заходу, прибудували засклений ґанок на багатосхилому даху якого влаштували ліхтар з маківкою. Подібне завершення більших розмірів демонструє гребінь на краю двосхилого даху бабинця. Над навою є світловий восьмерик, стіни якого суцільно покриті бляхою, накритий банею з ліхтарем та маківкою. Стіни церкви-каплиці раніше були вертикально шальовані дошками. В кінці 2000-х років, очевидно, зверху по дошках поклали дерев'яну вагонку. На південь від будівлі знаходиться дерев'яна двоярусна дзвіниця, накрита наметовим дахом. У її східній стіні є вільний вхід до середини. На другому ярусі можна побачити п'ять дзвонів різного розміру.

## Галерея

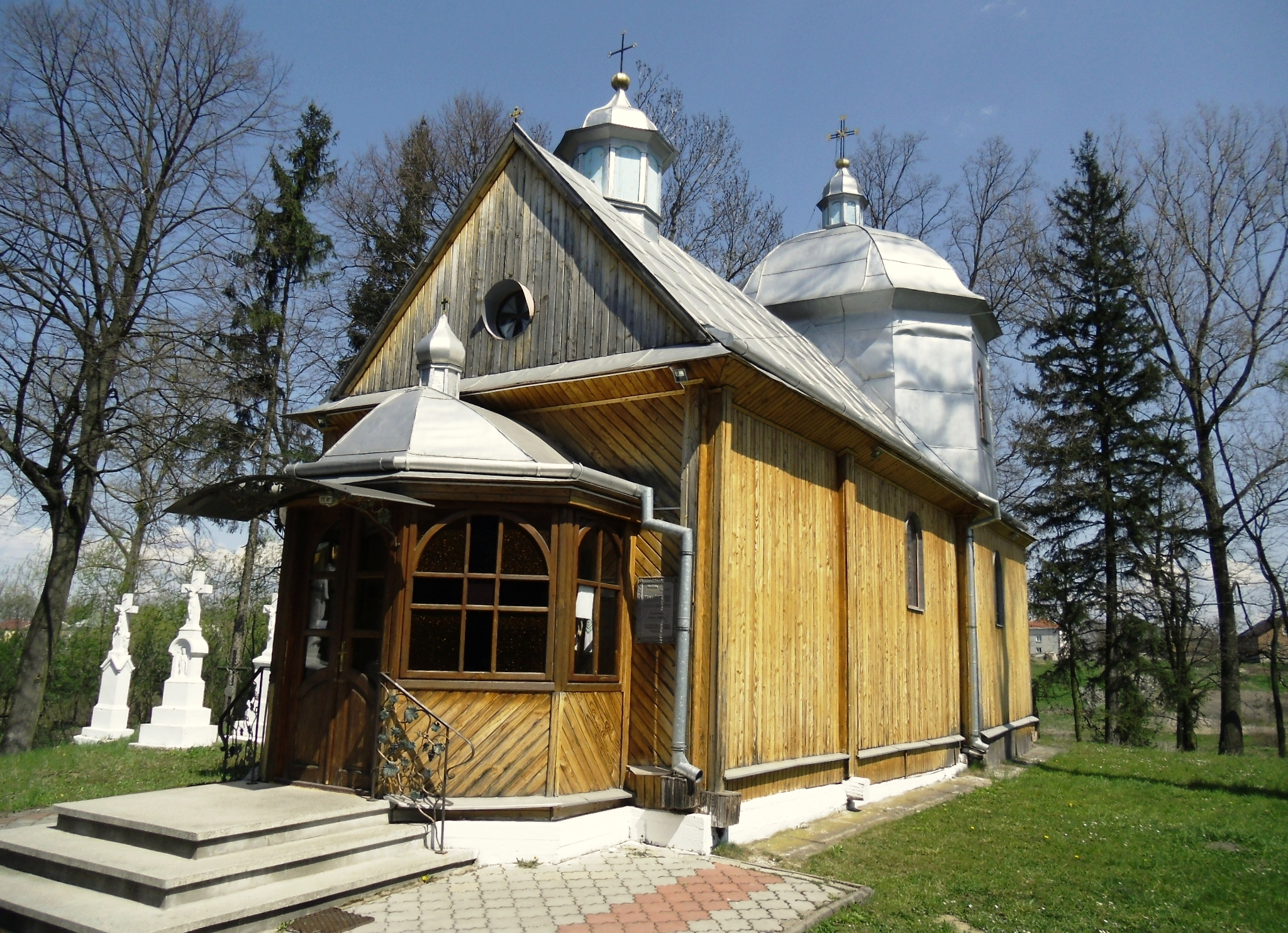
Головний фасад (2015)
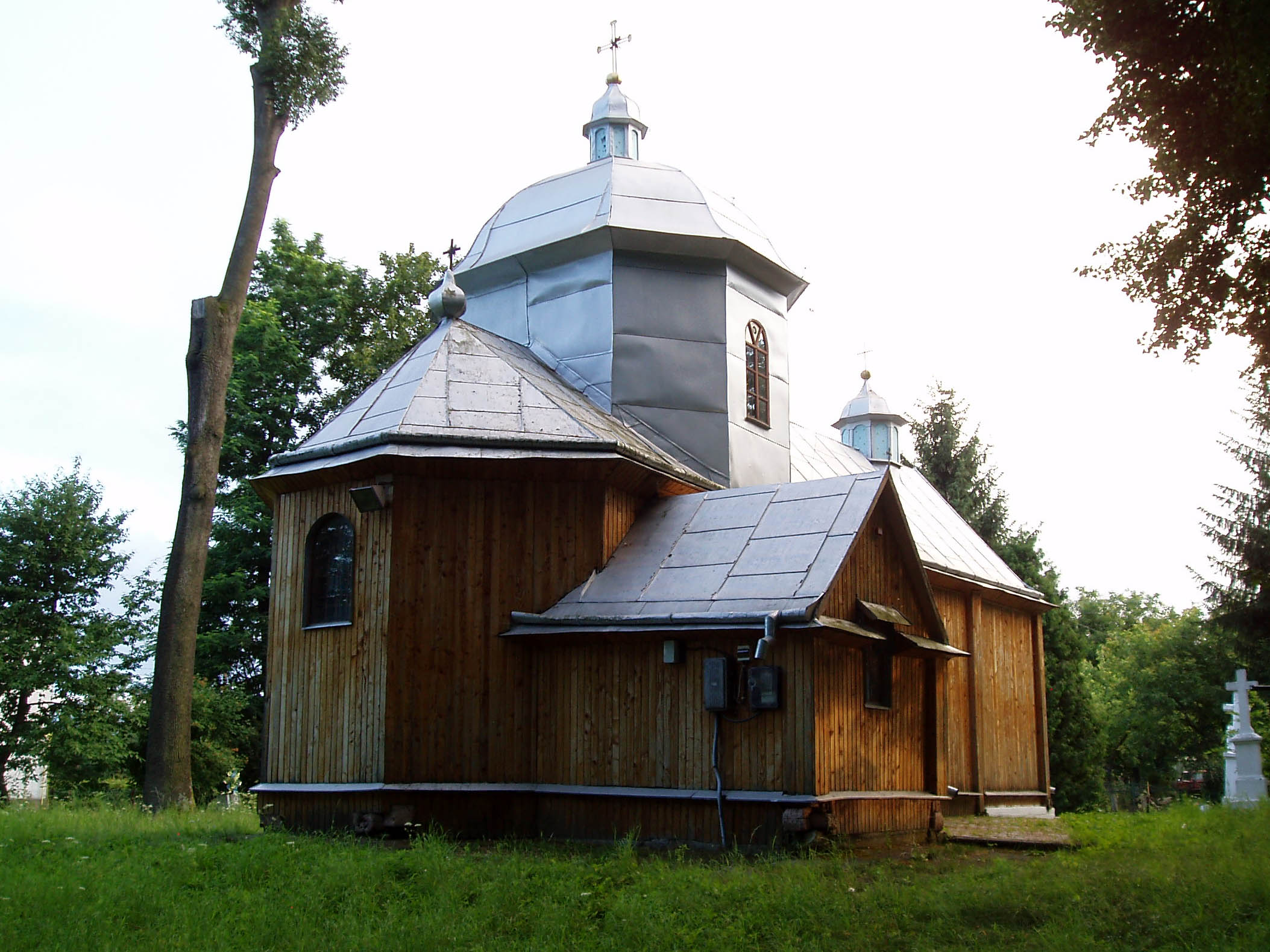
Вівтарна частина
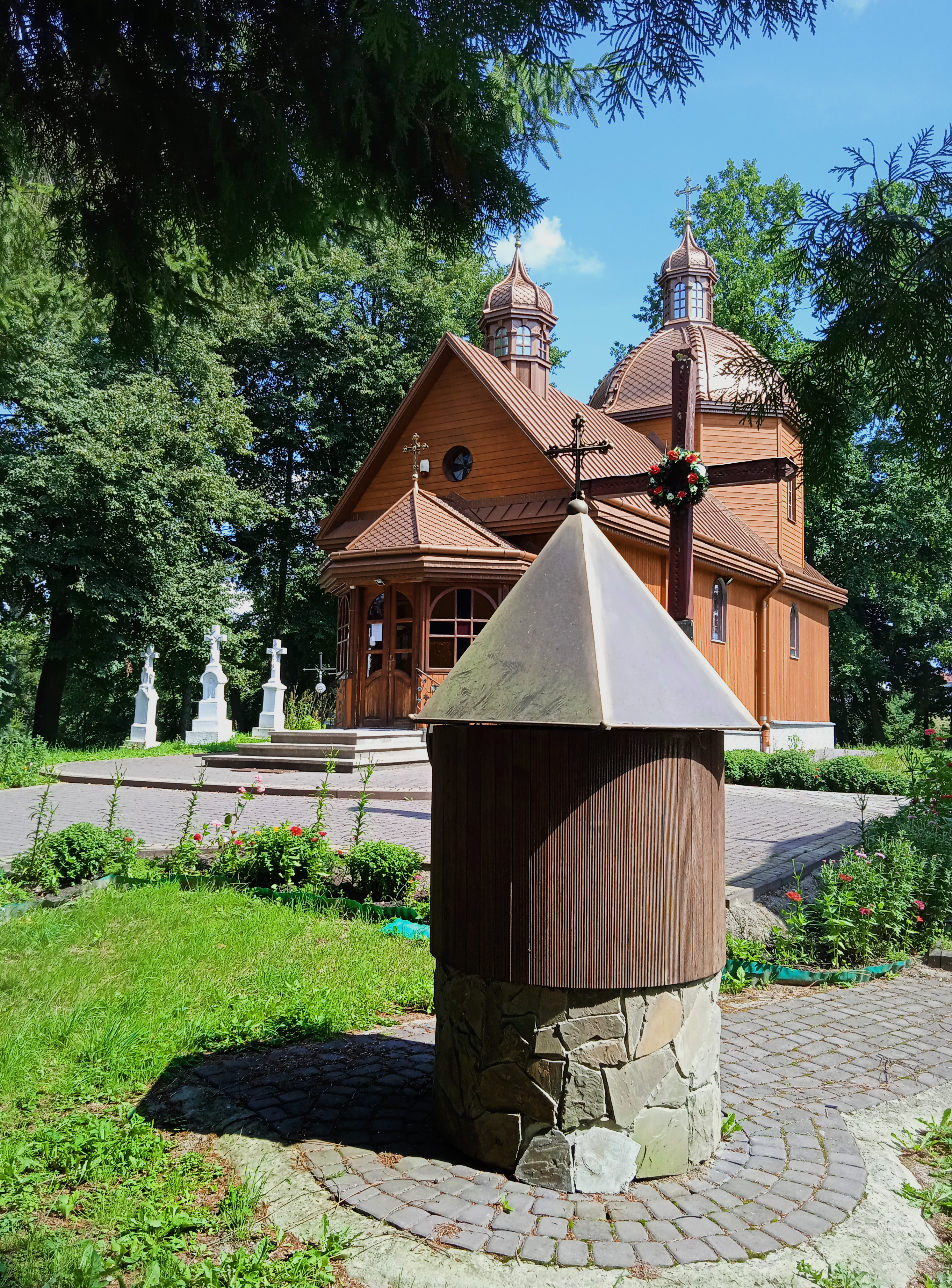
Вигляд на західний фасад
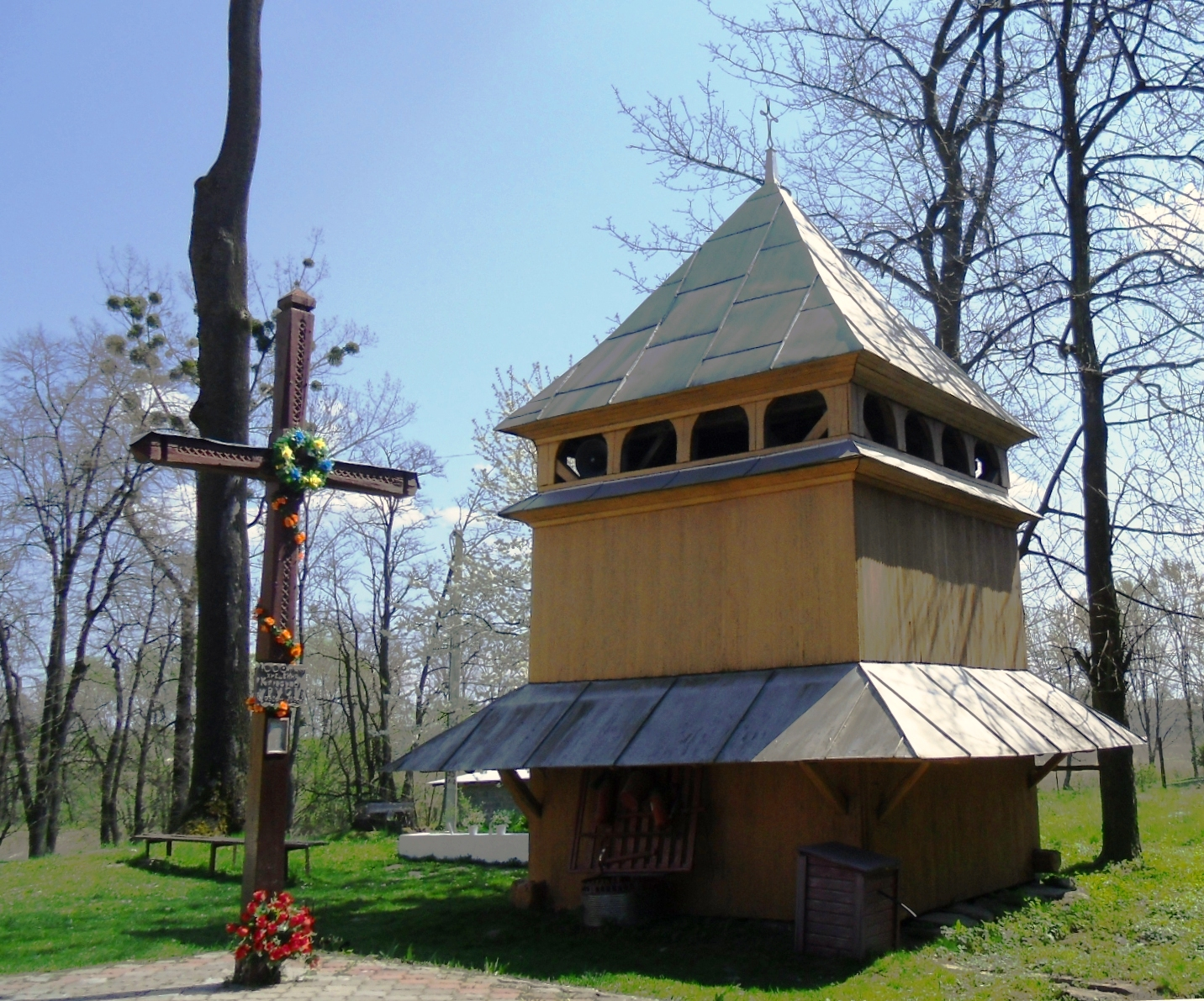
Дзвіниця
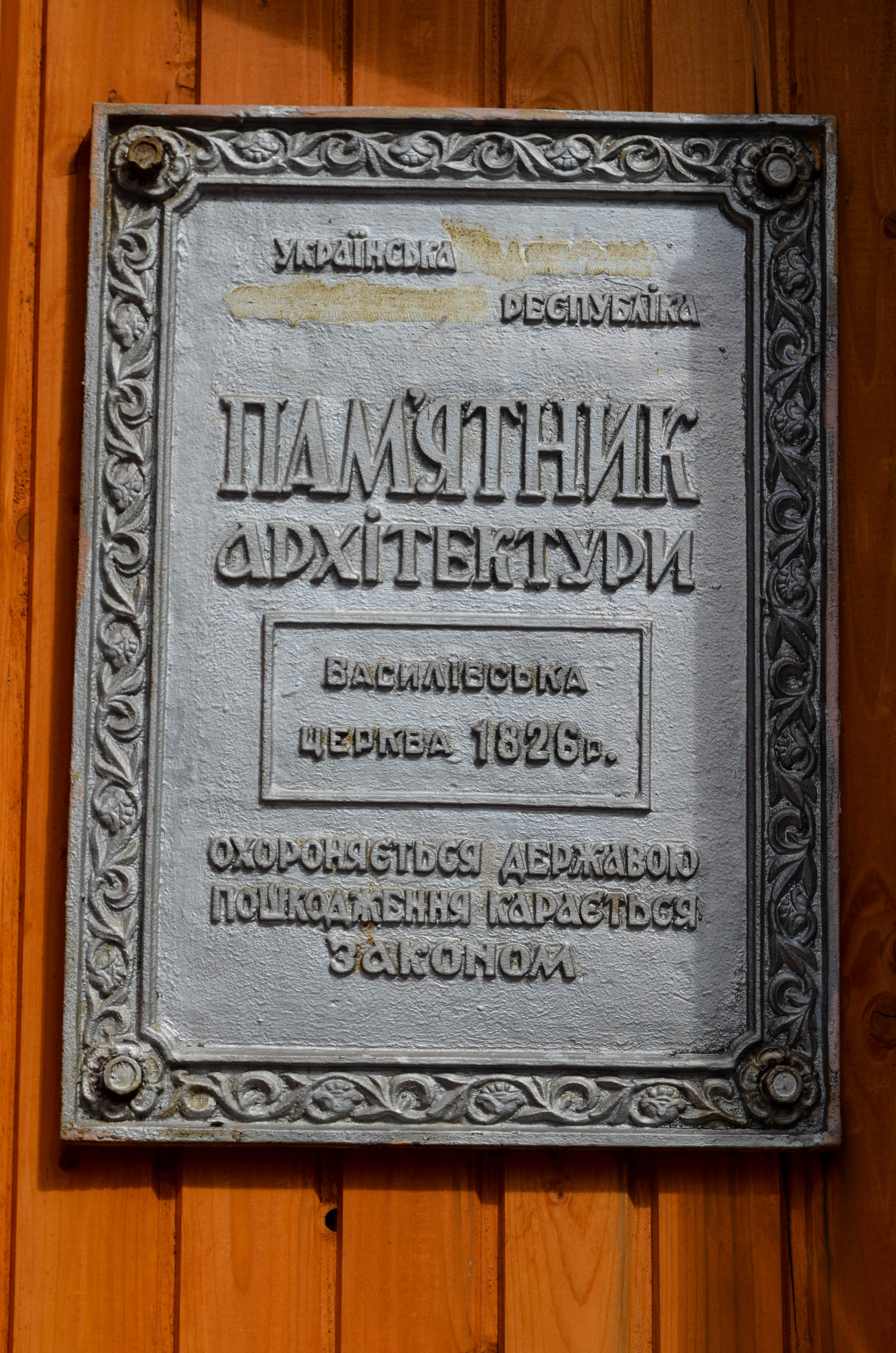
Охоронна дошка
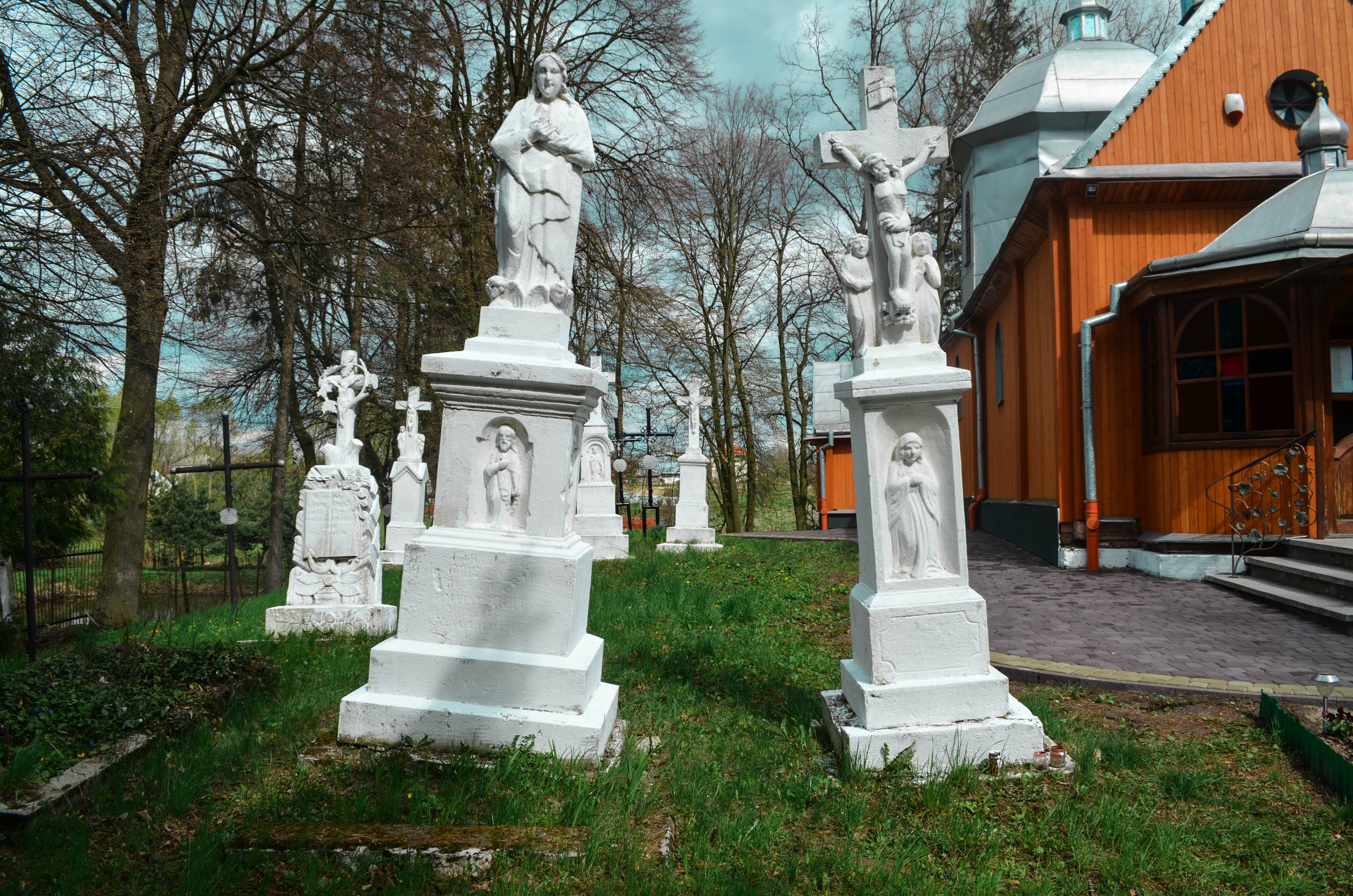
Поховання на подвір'ї церкви